# Студенческая улица (Нежин)
Студенческая улица (укр. Студентська вулиця) — улица города Нежина. Пролегает от улицы Некрасова до улицы Богдана Хмельницкого.
Нет примыкающих улиц.

## История
Мещанская улица известна с 19 века. В 1954 году улица получила современное название Студенческая — из-за расположено по улице Нежинского медицинского училища в доме № 2 (дом Нежинской городской думы). В начале 20 века рядом был пристроен дом (Пожарное депо), в котором теперь расположена пожарная часть № 5. На его фасаде установлена информационная доска, которая извещает, что Нежинская пожарная часть основана в 1865 году.

## Застройка
Улица пролегает в юго-восточном направлении. Парная и непарная стороны улицы заняты усадебной застройкой.
Учреждения:
1. дом № 1 — корпус № 3 Нежинского специального медицинского колледжа
2. дом № 2 — корпус № 2 Нежинского специального медицинского колледжа
3. дом № 2 — Нежинский районный отдел МЧС Украины в Черниговской области

Памятники архитектуры:
1. дом № 1 — Жилой дом
2. дом № 2 — Дом Нежинской городской думы
3. дом № 2 — Дом пожарного депо